# سرنوشت احساساتی
سرنوشت احساساتی (به فرانسوی: Les Destinées sentimentales) یک فیلم درام فرانسوی به کارگردانی الیویه آسایاس محصول سال ۲۰۰۰ میلادی است.
این فیلم بر اساس رمان ژاک شاردون در اوایل قرن بیستم تنظیم شده‌است.

## بازیگران
امانوئل بئار
شارل برلینگ
ایزابل هوپر
آندره مارکن
ژولی دپاردیو
لویی-دو دو لانکسن
دیدیه فلامان
کاترین موشه
میا هانسن-لووه